# 塞尔日
塞尔日（法語：Sergy，法語發音：[sɛʁʒi]）是法国东部安省的一个市镇，属于热克斯区。

## 地理
塞尔日（46°15'11"N, 6°0'0"E）面积9.46 平方千米，位于法国奥弗涅-罗讷-阿尔卑斯大区安省，该省份为法国东部省份，北起汝拉省，西北接索恩-卢瓦尔省，西接罗讷省和里昂大都会，南至伊泽尔省，东与萨瓦省、上萨瓦省和瑞士接壤。
与塞尔日接壤的市镇（或旧市镇、城区）包括：克罗泽、莱莱克斯、圣热尼-普伊、图瓦里。

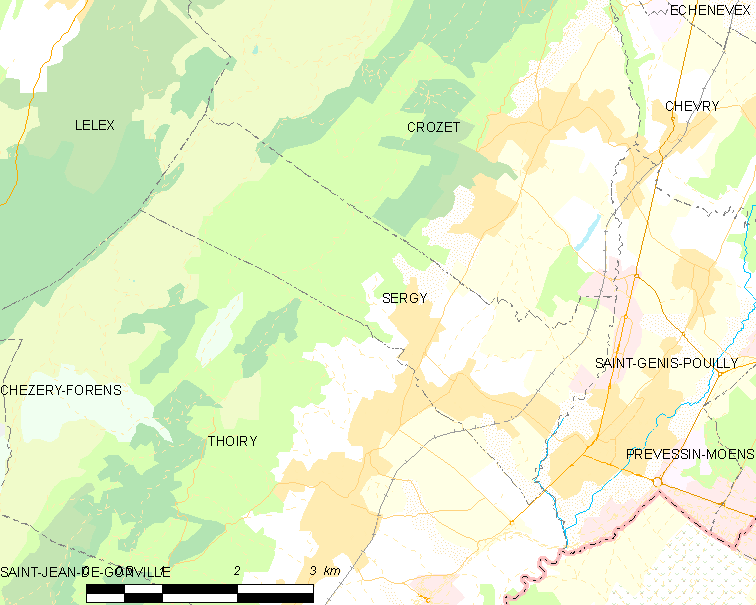
塞尔日的OSM定位图

塞尔日的时区为UTC+01:00、UTC+02:00（夏令时）。

## 行政
塞尔日的邮政编码为01630，INSEE市镇编码为01401。

## 政治
塞尔日所属的省级选区为图瓦里县。

## 人口

1962-2008年间塞尔日人口变化图示

塞尔日于2022年1月1日时的人口数量为2279人。